# Bandera de Foixà
La bandera oficial de Foixà té la següent descripció:
Bandera apaïsada, de proporcions dos d'alt per tres de llarg, vermella, al mig, un quadrat posat en punta, negre, amb el lleó blanc de l'escut; i amb sis flors de lis grogues, disposades verticalment, tres a la banda de l'asta i tres a la banda del vol.
Va ser aprovada el 7 de juny de 2006 i publicada en el DOGC el 27 de juny del mateix any amb el número 4663.